# Raorchestes marki
Raorchestes marki es una especie de anfibio anuro de la familia Rhacophoridae.

## Distribución geográfica
Esta especie es endémica del distrito de Palakkad en Kerala, India. Se encuentra en los Ghats occidentales.

## Etimología
Esta especie lleva el nombre en honor a Mark Wilkinson.

## Publicación original
- Biju & Bossuyt, 2009: Systematics and phylogeny of Philautus Gistel, 1848 (Anura, Rhacophoridae) in the Western Ghats of India, with descriptions of 12 new species. Zoological Journal of the Linnean Society, vol. 155, p. 374-444.[4]